# Styrax litseoides
Styrax litseoides är en storaxväxtart som beskrevs av Jules Eugène Vidal. Styrax litseoides ingår i släktet Styrax och familjen storaxväxter. Inga underarter finns listade i Catalogue of Life.